# Por que Almocei meu Pai
Por que Almocei meu Pai é um romance do gênero de ficção científica de 1960 escrito pelo jornalista inglês Roy Lewis, que conta a história de um grupo de homens das cavernas da África central no final do Pleistoceno e suas lutas para sobreviver e evoluir. Mas tudo é exposto de uma maneira bem-humorada, muitas vezes fazendo-se uso de anacronismos para brincar sobre tópicos atuais que o leitor vê transportados para a África pré-histórica.
A 1a edição foi lançada em 1960. Em seu idioma original, o inglês, o livro foi publicado com vários títulos: The Evolution Man, Once Upon an Ice Age e What We Did to Father. Atualmente, ganhou status de cult após tornar-se um best-seller na Itália, onde vendeu mais de 150 000 exemplares.
Em 2015, o livro foi ligeiramente adaptado ao cinema sob o título Pourquoi j'ai pas mangé mon père.